# Karen (gíria)

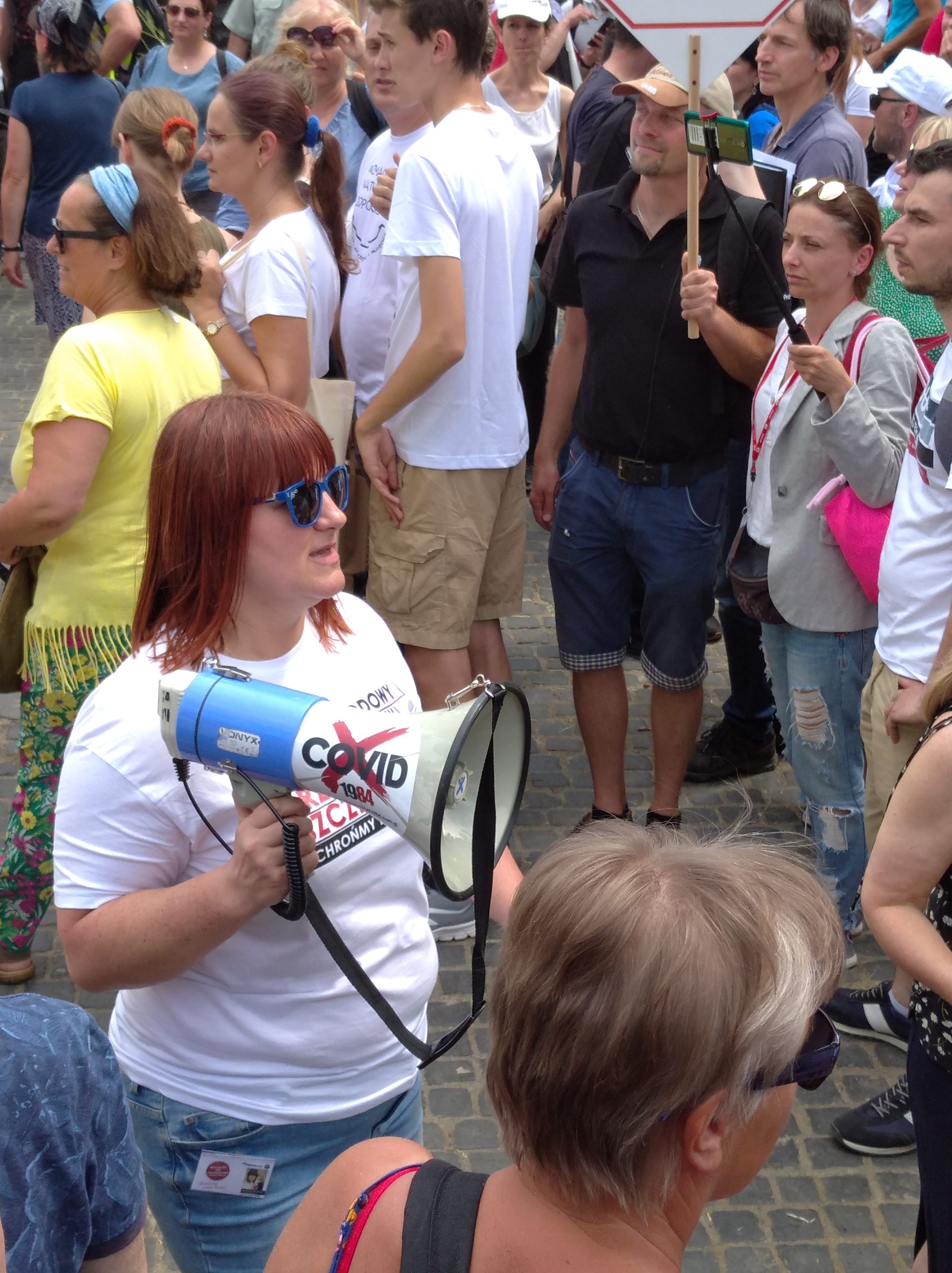
"Karen" se manifestando contra COVID-19 e vacinas

"Karen", em alguns países anglófonos, é um termo pejorativo de gíria que se refere a uma mulher de classe média branca excessivamente exigente, preconceituosa e prepotente. Foi usado em memes sobre mulheres brancas que tentam usar seus privilégios de raça e classe para fazer valer sua vontade. As representações também podem incluir exigir "falar com o gerente", ser racista e usar um corte de cabelo "bob". O termo foi popularizado após o chamado "incidente do observador de aves no Central Park", em 2020. Todavia, seu uso também foi criticado por ser considerado  sexista, preconceituoso, misógino e por tentar controlar o comportamento feminino. A partir de 2020, o termo é cada vez mais usado na mídia e nas redes sociais como um termo de uso geral para mulheres brancas de classe média, especialmente durante a pandemia da COVID-19 e protestos Black Lives Matter. O termo também foi aplicado a certos comportamentos masculinos. O Guardian chamou 2020 de "o ano de Karen".

## Origem
Na cultura afro-americana, há uma longa história de chamar uma mulher branca intrometida por um determinado nome. Na era antebellum (1815-1861), ela foi referida como "⁣Miss Ann". No início dos anos 1990, "⁣Becky⁣" foi usado. Ainda em 2018, antes de o uso de "Karen" se popularizar, nomes aliterativos correspondentes a incidentes específicos eram usados, como "Barbecue Becky", "Cornerstore Caroline" e "Permit Patty".
Para o termo "Karen", várias origens possíveis foram propostas. Os primeiros usos de Karen como piada incluem a cabeça de vento Karen do filme Meninas Malvadas de 2004, o esboço de Dane Cook de 2005 "The Friend Nobody Likes" em seu álbum Retaliation e um meme da Internet de 2016 sobre uma mulher em um anúncio do console Nintendo Switch que exibe comportamento antissocial e recebe o apelido de "Karen antissocial". Em dezembro de 2017, memes de Karen sobre mulheres com direitos se tornaram virais no Reddit, o primeiro sendo do usuário "karmacop9", que discursou sobre sua ex-esposa Karen.[carece de fontes?]

## Significado e uso
A professora da Universidade Estadual do Kansas, Heather Suzanne Woods, cujos interesses de pesquisa incluem memes, disse que as características definidoras de uma Karen são um senso de direito, uma vontade e desejo de reclamar e uma abordagem egocêntrica para interagir com os outros. De acordo com Woods, uma Karen "exige que o mundo exista de acordo com seus padrões, com pouca consideração pelos outros, e ela está disposta a arriscar ou rebaixar os outros para atingir seus objetivos". Rachel Charlene Lewis, escrevendo para a Bitch, concorda, dizendo que uma Karen não vê os outros como indivíduos e, em vez disso, se move "pelo mundo preparada para lutar contra um conglomerado sem rosto de pessoas inferiores que não lhe darão o que ela quer e sente que merece".
O meme carrega vários estereótipos, o mais notável que uma Karen exigirá "falar com o gerente" de um provedor de serviços hipotético. Outros estereótipos incluem crenças anti-vacinação, racismo, uso excessivo de Facebook.[carece de fontes?]

### Contexto masculino
O termo é geralmente usado para se referir a mulheres, mas a revista The Atlantic observou que "um homem pode facilmente ser chamado Karen", com o escritor David A. Graham chamando o então presidente Donald Trump de "Karen chefe". Da mesma forma, em novembro de 2020, um tweet chamando Elon Musk de "Space Karen" sobre os comentários que ele fez sobre a eficácia dos testes de COVID-19 se tornou viral. Vários nomes para um equivalente masculino de Karen foram sugeridos, com pouca concordância sobre um único nome, embora 'Ken' e 'Kevin' estão entre os nomes mais comuns usados. O equivalente masculino da era Jim Crow à Srta. Ann era o senhor Charlie.

## Ações de Karens

### Falar com o gerente
Originalmente, o meme das Karens era classificado pela necessidade das mesmas em falar com um gerente. Geralmente eram clientes arrogantes que tentavam descredibilizar a informação passada pelo atendente/vendedor, assim requisitando a presença de um gerente para confirmar as informações já passadas pelos atendentes. Estas Karens tinham a ideia de menosprezar os atendentes duvidando da capacidade intelectual dos mesmos para resolver pequenos problemas.

### Racismo
Karens também são estereotipadas por serem racistas, geralmente, visto que sempre que são colocadas em algum ambiente em conjunto com um negro, elas o acusam de agressão, mesmo que nada seja feito contra elas. Elas também costumam falar N-words para provocar grupos de negros assim tentando incitar um ato violento para mostrar "o perigo gerado pelos negros".[carece de fontes?]
Durante as manifestações do Black Lives Matter, muitas Karens se uniram ao movimento All Lives Matter na intenção de descredibilizar os protestos feitos pelas comunidades afro-americanas contra o racismo estrutural nos EUA, assim afirmando que "todas as vidas importam e que não devemos se manifestar apenas pelas negras."

### Negacionismo relacionado a COVID-19
Karens também são marcadas por diversos relatos contra máscaras, afirmando que "máscaras deixam os usuários sufocados, e a ideia de usá-las é para  intoxicar as pessoas com dióxido de carbono". Karens também se utilizam de vídeos, que se tornaram virais, sobre vítimas de claustrofobia, passando mal por utilizarem máscaras durante um longo tempo e relatando que "o que ocorreu com a pessoa foi uma intoxicação". Desde o início da pandemia, no contexto de a esquerda apoiar o uso de máscaras e restrições, e a direita apoiar a abertura do comércio, evitando danos à economia, as Karens defenderam que máscaras e isolamento social estão ligadas a "posições político-ideológicas", muitas se referindo às máscaras como "focinheiras ideológicas". A polícia, principalmente nos Estados Unidos, recebeu ordens claras de detenção das pessoas que se recusassem a usar máscaras. Quando colocadas nesta situação, Karens costumam reivindicar direitos inexistentes e alegar que estão "violando seus direitos humanos".[carece de fontes?]
Karens também são contra a vacinação e acreditam que nas vacinas existam substâncias que supostamente controlariam os humanos; por isso, elas não tomariam as vacinas contra a COVID-19.

## Controvérsias reversas

### Racismo
As Karen's retratam que chamar alguém de Karen seria como ser racista, assim afirmando uma espécie de racismo reverso por conta do estereótipo de branca e classe média. Em contrapartida, entende-se que Karen não é apenas um estereótipo e sim um grupo de ações tomadas, por um grupo de pessoas que normalmente são brancas de classe média.
Além do mais, é um consenso entre brancos e negros que nem toda branca de classe média é uma Karen, porém brancas de classe média que tomam atitudes ridículas são sim, Karens. Já houve casos de Karens afirmando que ser chamada Karen seria como um negro ser chamado por alguma "N-word", assim já tendo casos registrados na polícia, porém a polícia não reconhece que o apelido é uma forma de preconceito.

### Sexismo
Outra questão levantada pelas Karens, é o sexismo que o apelido traz, pois, em teoria só existiriam mulheres tomando atitudes estúpidas. Para combater isto, e para também mostrar que homens podem ter atitudes estúpidas, foram criados os "Kevins" ou as versões masculinas das Karens que podem também serem simplesmente chamados de "male karen (karen masculino)".